# Alfredo Ramos
Alfredo Ramos Castilho, mais conhecido como Alfredo Ramos (Jacareí, SP, 27 de outubro de 1924 — São Paulo, 31 de julho de 2012), foi um treinador e futebolista brasileiro que atuava como lateral e zagueiro.

## Carreira

### Jogador
Filho de um lavrador que mudava constantemente de cidade, em busca de oportunidades de trabalho, Alfredo seria reconhecido como um marcador eficiente, o que lhe valeria o apelido de "Polvo", uma referência às pernas finas de seu corpo magérrimo e devido à dificuldade de os atacantes escaparem de seus "tentáculos".
Ele começou no futebol defendendo o Cayru, de onde foi para o Linense, onde atuou em apenas duas partidas, sem contrato, e ainda passou rapidamente pelo Juventus antes de chegar ao Santos, em 1945. Pelo clube, foi vice-campeão paulista em 1948.
No fim daquela década, teve seu passe vendido ao São Paulo, onde estreou em 21 de janeiro de 1950. Ganhou suas primeiras chances no time durante a Copa do Mundo, quando Rui, Bauer e Noronha foram convocados para a competição. No ano seguinte, virou titular durante uma excursão à Europa.
Campeão paulista em 1953, foi convocado para a Copa do Mundo de 1954, na Suíça. Pela Seleção Brasileira, participou ainda dos Sul-Americanos de 1953 e 1956 e venceu a Taça Oswaldo Cruz em 1955.
Pelo Tricolor, foram 322 partidas, com 192 vitórias, 59 empates, 71 derrotas e um gol marcado.
Alfredo ficou no São Paulo até o primeiro semestre de 1957, quando teve seu passe comprado pelo Corinthians, seu clube do coração. O Alvinegro liderou quase todo o Campeonato Paulista daquele ano, mas acabou perdendo a liderança na última rodada, e o título ficou com o São Paulo. Alfredo não participou da derrocada, pois tinha quebrado a perna na partida contra o São Paulo, no primeiro turno. Essa contusão acabaria por tirá-lo da Copa do Mundo de 1958, na Suécia, sendo substituído pelo mesmo Oreco que o substituíra no Corinthians. "Sem falsa modéstia, se não fosse o acidente, o lugar seria meu", diria, anos depois. "Não ter ganho a Copa de 1958 é uma de minhas poucas frustrações." Ele ficaria mais de um ano afastado dos gramados.
Vestindo a camisa do Corinthians, o Polvo atuou em 33 partidas (21 vitórias, 9 empates, 3 derrotas) e anotou um gol.

### Treinador
Alfredo aposentou-se em 1960 e virou técnico do próprio Corinthians, substituindo Sylvio Pirillo em março, mas não chegou ao Campeonato Paulista. No ano seguinte, nova oportunidade no banco corintiano, também sem sucesso: ele acabou sendo o técnico nas primeiras rodadas da campanha no Campeonato Paulista, que ficaria mais tarde conhecida como "Faz-me Rir".
Depois, treinou o Nacional, onde ficaria por até 1967, quando foi para o Paulista de Jundiaí, ao receber uma boa proposta. Em Jundiaí, conquistaria a Taça dos Invictos.
Chegou a encerrar momentaneamente a carreira de técnico, mas um pedido do amigo Djalma Santos fez com que ele reconsiderasse a ideia, assumindo o Atlético Paranaense em maio de 1969, onde conquistaria o Campeonato Paranaense de 1970.
O sucesso no Paraná fez com que o São Paulo o contratasse para a temporada de 1972. Apesar de ter sido derrotado apenas quatro vezes em 42 jogos, ele não resistiu à eliminação na Libertadores e à perda do Campeonato Paulista, mesmo com uma campanha invicta no torneio.

## Títulos

### Como jogador
São Paulo
- Campeonato Paulista: 1953
- Pequena Copa do Mundo: 1955[16]

Seleção Brasileira
- Taça Oswaldo Cruz: 1955

### Como técnico
Paulista FC
- Taça dos Invictos do Interior: 1967

Atlético-PR
- Campeonato Paranaense: 1970

## Morte
Alfredo morreu em sua residência em 31 de julho de 2012, vítima de infarto agudo do miocárdio.